# Joe Holmes
Joe Holmes (Nueva Jersey, 11 de junio de 1963) es un guitarrista estadounidense nacido en Nueva Jersey.

## Biografía
En su infancia, Holmes tomó clases de guitarra de la mano de Randy Rhoads. Se unió a una banda en Los Ángeles llamada Terriff en 1983. Dejó Terriff para unirse a Lizzy Borden en 1987, banda que abandonó en el año de 1991.
Formó parte de la agrupación de David Lee Roth en 1991, reemplazando a Jason Becker. En 1995, después de que Ozzy Osbourne había terminado la grabación de Ozzmosis, necesitaba un reemplazo para el guitarrista Zakk Wylde. Holmes obtuvo el trabajo y tocó junto a Osbourne en su Ozzmosis Tour. Dejó la banda en 1998 y retornó en el 2000 para el tour del Ozzfest.
Actualmente se encuentra trabajando en un proyecto con el bajista Robert Trujillo en la ciudad de Los Ángeles y toca con la agrupación Farmikos.